# Grand Prix Cham-Hagendorn
Le Grand Prix Cham-Hagendorn est une course cycliste sur route en ligne féminine. Elle fait partie du calendrier UCI depuis 2015. Elle se court en parallèles d'autres courses cyclistes d'autres catégories à Hagendorn, une section de Cham.

## Palmarès
| Année | Vainqueur              | Deuxième              | Troisième               |
| ----- | ---------------------- | --------------------- | ----------------------- |
| 1987  | Barbara Erdin-Ganz     | Edith Schönenberger   | Isabelle Michel         |
| 1988  | Barbara Erdin-Ganz     | Brigitte Gyr-Gschwend | Cornelia Schär          |
| 1989  | Susanne Jolidon-Krauer | Eva Gallmann          | Renate Loosli           |
| 1993  | Evelyne Müller         | Yvonne Schnorf-Wabel  | Yvonne Elkuch           |
| 1994  | Natalja Kistchuk       | Sylvie Riedle         | Alexandra Rutz          |
| 1995  | Rebecca Bailey         | Elena Ogui            | Marcia Eicher           |
| 1996  | Daniela Vogel          | Barbara Heeb          | Rebecca Bailey          |
| 1997  | Natalja Yuganiuk       | Yvonne Schnorf-Wabel  | Elena Ogui              |
| 1998  | Sandra Wampfler        | Yvonne Schnorf-Wabel  | Barbara Heeb            |
| 1999  | Yvonne Schnorf-Wabel   | Natalja Yuganiuk      | Marion Brauen           |
| 2001  | Priska Doppmann        | Noemi Cantele         | Natalja Kistchuk        |
| 2002  | Sarah Grab             | Denise Baumann        | Alexandrine Petitpierre |
| 2003  | Irene Hostettler       | Marika Murer          | Tanja Schmidt-Hennes    |
| 2004  | Bridget Evans          | Clemilda Fernandes    | Annette Beutler         |
| 2006  | Helen Kelly            | Noemi Cantele         | Annette Beutler         |
| 2007  | Nicole Cooke           | Caroline Steffen      | Emma Rickards           |
| 2008  | Andrea Thürig          | Jessica Schneeberger  | Mirjam Hauser-Senn      |
| 2009  | Alessandra D'Ettorre   | Mirjam Schwager       | Karin Thürig            |
| 2010  | Kataržina Sosna        | Simona Frapporti      | Rossella Callovi        |
| 2011  | Andrea Wolfer          | Pascale Schnider      | Daniela Gaß             |
| 2013  | Nicole Hanselmann      | Andrea Graus          | Jacqueline Hahn         |
| 2014  | Elke Gebhardt          | Désirée Ehrler        | Nicole Hanselmann       |
| 2015  | Lizzie Williams        | Valentina Scandolara  | Rasa Leleivytė          |
| 2016  | Lotta Lepistö          | Roxane Fournier       | Sarah Roy               |
| 2017  | Sarah Roy              | Stephanie Pohl        | Arianna Fidanza         |
| 2018  | Amanda Spratt          | Arianna Fidanza       | Désirée Ehrler          |
| 2019  | Julie Norman Leth      | Elizabeth Banks       | Kathrin Schweinberger   |